# منشد الحب الرفيع
مُنشد الحب الرَّفيع أو الشاعر المتجول الألماني (الألماني: Minnesänger) (مينيسَنْجَر) هو الاسم الذي يطلق على التروبادور الألماني، وكان يجوب ألمانيا الحالية في القرنين الثاني عشر والثالث عشر، وكان جميع الشعراء المينيسنجر متحدين أو منضمين لجماعات أو أخويات.
امتلك هؤلاء المغنيين العديد من القواسم المشتركة مع الشعراء التروبادورات البروفانساليين في جنوب فرنسا الذين غنّوا أيضاً مواضيع حول حب الطبقة النبيلة، ومن هنا يأتي المصطلح الألماني minne. ويجدر ذكر كثير من التروبادورات لشهرتهم بإنشاد الشعر الملحمي أو البطولي.

## أغنية البلاط
نجت كثير من أغاني البلاط المعروفة بالألمانية minnelied. وأقدم مخطوطات تعود للقرن الخامس عشر، وقد اجترح ناسخو هذه الأغاني تغييرات على النسخ الأصلية. بالإضافة إلى ذلك، فمن الصعب التعرف على النوته الموسيقية التي كانوا يستخدمونها في تلك الحقبة، بالرغم من أنه يمكن تفسير اللحن المستخدم بشكل عام إلا أن إيقاع الأغنية غالباً لا يمكن تخمينه.
في القرن الخامس عشر، تطورت المينيسنَج (أغنية الطبقة النبيلة) وشكلت المخزون الشعري للمنشدين المعلمين الذين كانوا من أصول بورجوازية، عادة تجار، على عكس مُنشد الحب الرفيع الذين تعود أصوله للطبقات الارستقراطية.
كُتِب عملي أوبرا حول مُنشد الحب الرفيع: تانهاوسر لريتشارد فاجنر، وغونترام لريتشارد شتراوس.

## مثال على أغنية البلاط
قصيدة الحب التالية لمؤلف مجهول، كتبت في منتصف العصور الوسطى الألمانية، وجدت في سجل لاتيني من القرن السابع عشر في دير تيجيرنسي.
| منشد الحب الرفيع | أنت لي، وأنا لك. من هذا كن متأكدا. أنت محجوز في قلبي. وضائع هو المفتاح الصغير يجب عليك البقاء هناك إلى الأبد! | منشد الحب الرفيع |

| منشد الحب الرفيع | Du bist mein! Ich bin dein. Dessen sollst Du gewiss sein. Du bist fest In meinem Herzen. Verloren ist das Schlüsselein. Musst wohl für immer drinnen sein | منشد الحب الرفيع |

| منشد الحب الرفيع | Du bist min ich bin din. Des sol(s)t du gewis sin. Du bist beslozzen In minem herzen. Verlorn ist das slüzzelin. Du muost immer drinne sin! | منشد الحب الرفيع |

## قائمه بالشعراء المتجولين الأكثر شهرة
- دير كورين بيرجر
- ديتمار قون ايست
- هانريش فون فيلديكا
- فريدريش فون هاوسين
- البرشت فون يوناسدورف
- هارثمان فون أويا
- هاينرش فون مورونجين
- رينمار
- فالتر فون دير فوقل فايدا
- فول فرام فون اشاين باخ
- غوت فريد فون شتراس بورغ
- اوتو فون بوتين لاوبين
- غوت فريد فوك نايفين
- دير تامن هويسر
- راينمار فون تسفاتير
- هوجو فون مونتغورت
- موسكات بلووت
- راهب سالزبورغ